# 梁銶琚
梁銶琚博士（Dr. Leung Kau-kui，1903年3月28日—1994年11月10日），生于廣東順德，是一名香港慈善家，同时也是香港恒生银行常务董事、前大昌贸易行执行副董事长、香港顺德联谊总会首席名誉会长和何梁何利基金创始人之一。

## 生平

### 早年
1903年农历二月三十日（阳历推算：4月10日）生於顺德北滘莘村。
梁銶琚祖父梁祥仁，原是杏坛北头村的农民，一番努力后拥有几十亩鱼塘，又将经营所得用于经商及开设银号。到梁銶琚父亲梁式芝时已有一定规模。梁式芝有一妻一妾，共有八子五女，梁銶琚为庶室所生。梁銶琚同輩兄弟中都有“琚”字，姊妹中都有“儀”字。“銶琚之名”有“求金居王”之意。梁式芝怕日后家人忘记梁銶琚的生日（农历只有闰年才有三十日），遂将其生日定于二十九日。
梁祥仁早年将大良的银号交给梁式芝打理，自己到广州开设“隆记银号”。他年老后梁式芝到广州接手，梁銶琚4岁时也随父迁往广州。8岁时入读私塾，16岁开始在父亲朋友的银号，太平街口的“均兴钱银号”当学徒学习经商，从打杂的“后生”升至“出市”，后转到叔父梁栋朝开的银号工作。积累经验后，梁銶琚在一德路开设“元兴银号”。20岁时，结识原为顺德陈村人，家道中落从澳门回来的梁李秀娛，并结为夫妻。。后来梁銶琚一家搬到龙津东路历荣里居住，生有儿子梁泽全，女儿梁洁华。这时梁銶琚又开一家“元盛”银号。

### 战乱
太平洋战争爆发后，梁栋朝逃难到韶关，其银号和住宅却被日军轰炸，他本人也因此身亡。梁銶琚及时给予接济。梁銶琚见市局不稳，结清账目后结业回到顺德。安置好家人后，梁銶琚经香港辗转到达了澳门，与何善衡、傅老榕、马万祺、马子登、何贤、李泽甫等人创办“大丰银号”，然后到现为湛江市，当时为法国租借地的“广州湾”经营金融生意。
梁銶琚经过对时局的分析，认为澳门是葡萄牙占据，比较安全。他将在香港与人合资的合成贸易行迁到澳门，又以大丰银号的名义在广州湾开设大丰银号广州湾分号。他利用战乱的物资短缺情况，用海上航道建立南方和北方的商品贸易线。生意稳定后，他又将家人接过来同住。

### 香港
战争结束后，梁銶琚看到时局发展，认为广州湾的发展空间不大，结业后回到澳门，后又到香港定居。尽管当时香港满目苍痍，梁銶琚仍看到一线商机。他一方面从事日用品的外贸代理生意，另一方面做回老本行生意，组建恒昌集团，旗下的金融业务恒生银号也就是日后的恒生银行，其贸易部也就是大昌行。由于其商界上的号召力，不到一个月已有战前旧同事过百人加入。后为了避免名字雷同，大昌行改名大昌贸易行，1949年注册为公司。
大昌行主要业务仍是贸易生意，开始时，在香港、广州、汉口设有公司，将三地货物互通买卖。由于市局不稳和政权不同，香港与大陆货币互不相通，梁銶琚大胆采用“以货易货”的手法，成功做起贸易生意。后大昌行又将世界各地的商品运往香港销售，规模日益发展，差不多代理了香港的所有日用必需品，人称香港“渣甸”。
梁銶琚於1994年11月10日在香港病逝，享年91歲。

## 公益事业

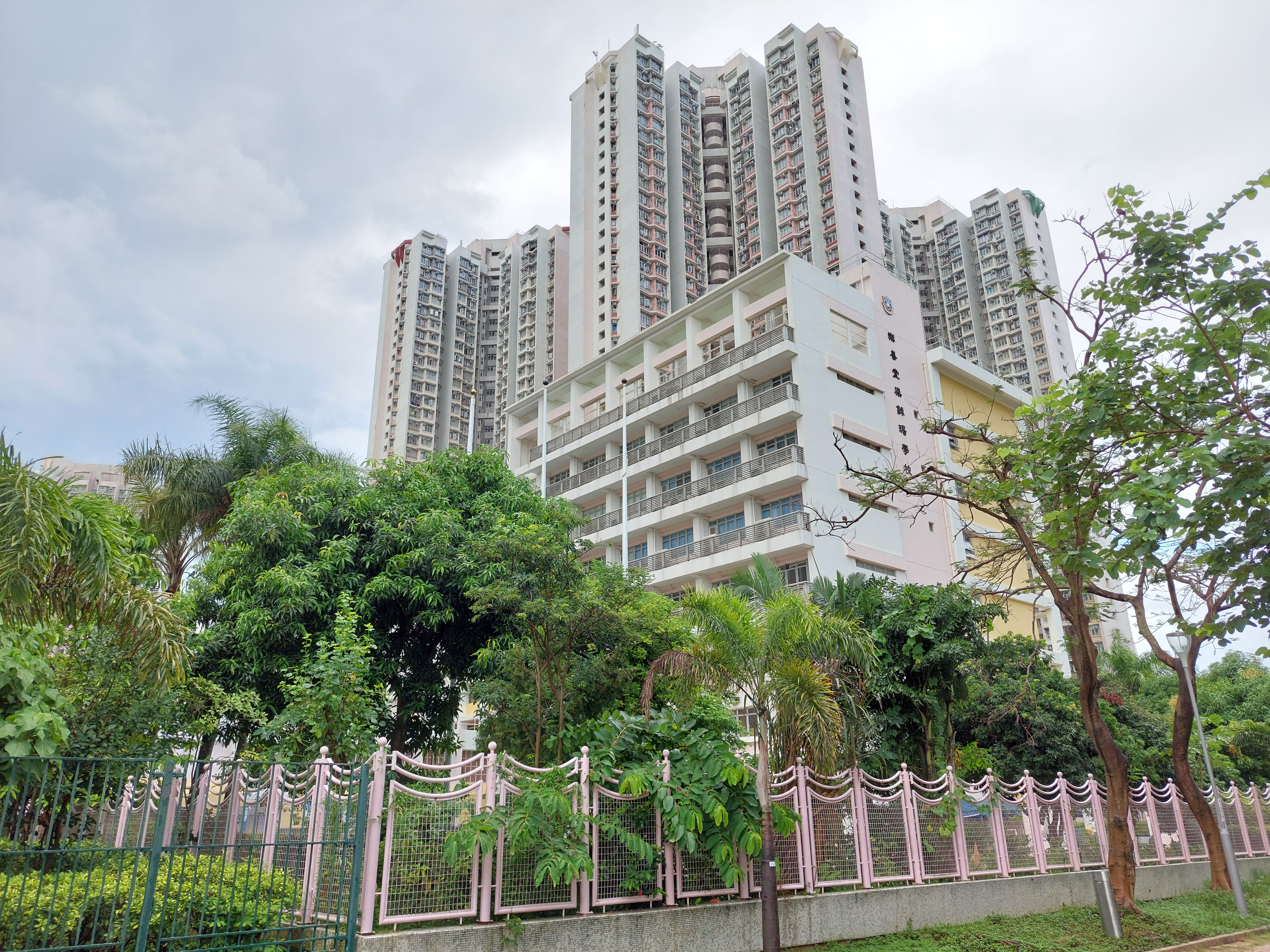
樂善堂梁銶琚學校

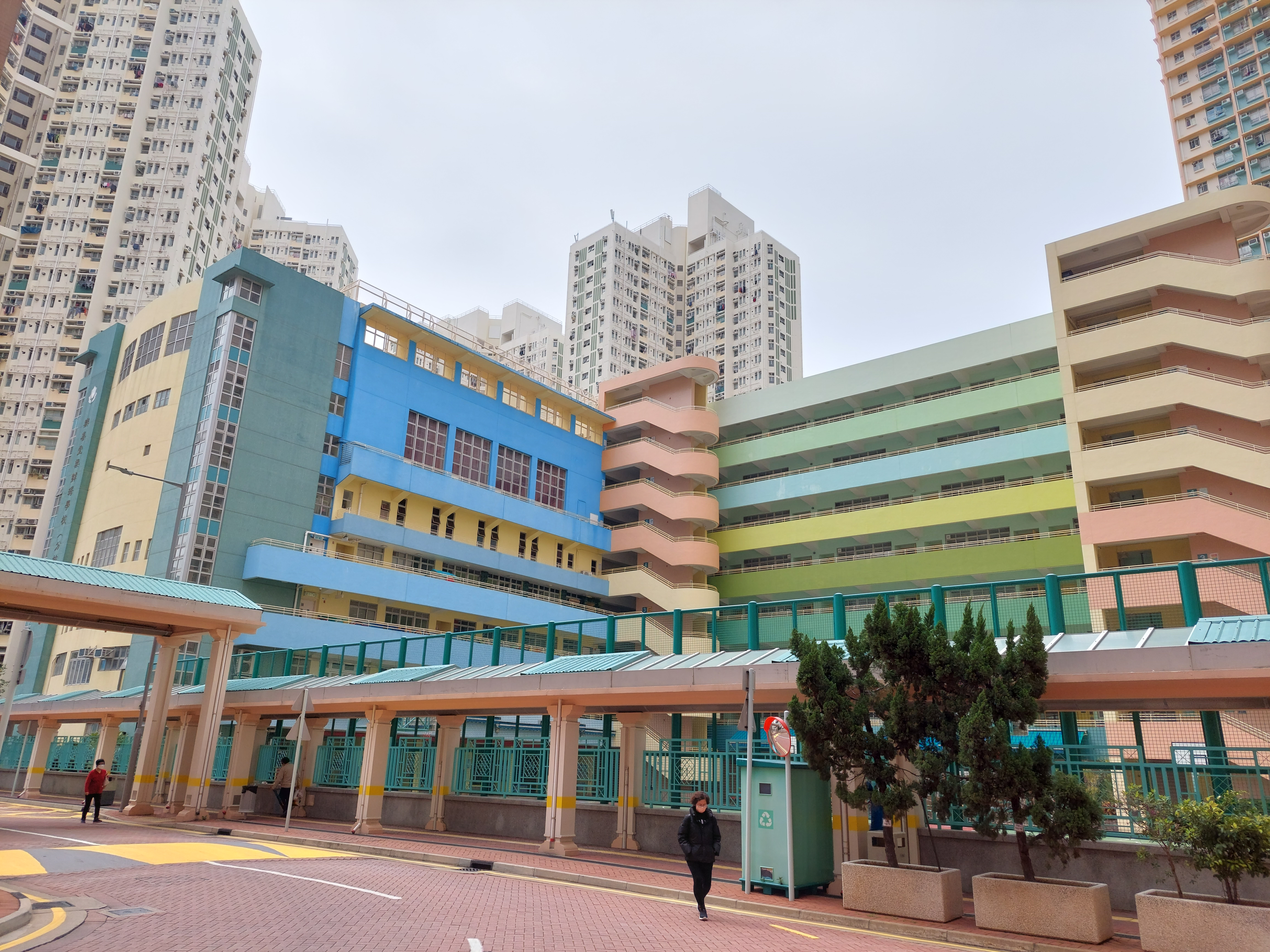
樂善堂梁銶琚學校（分校）

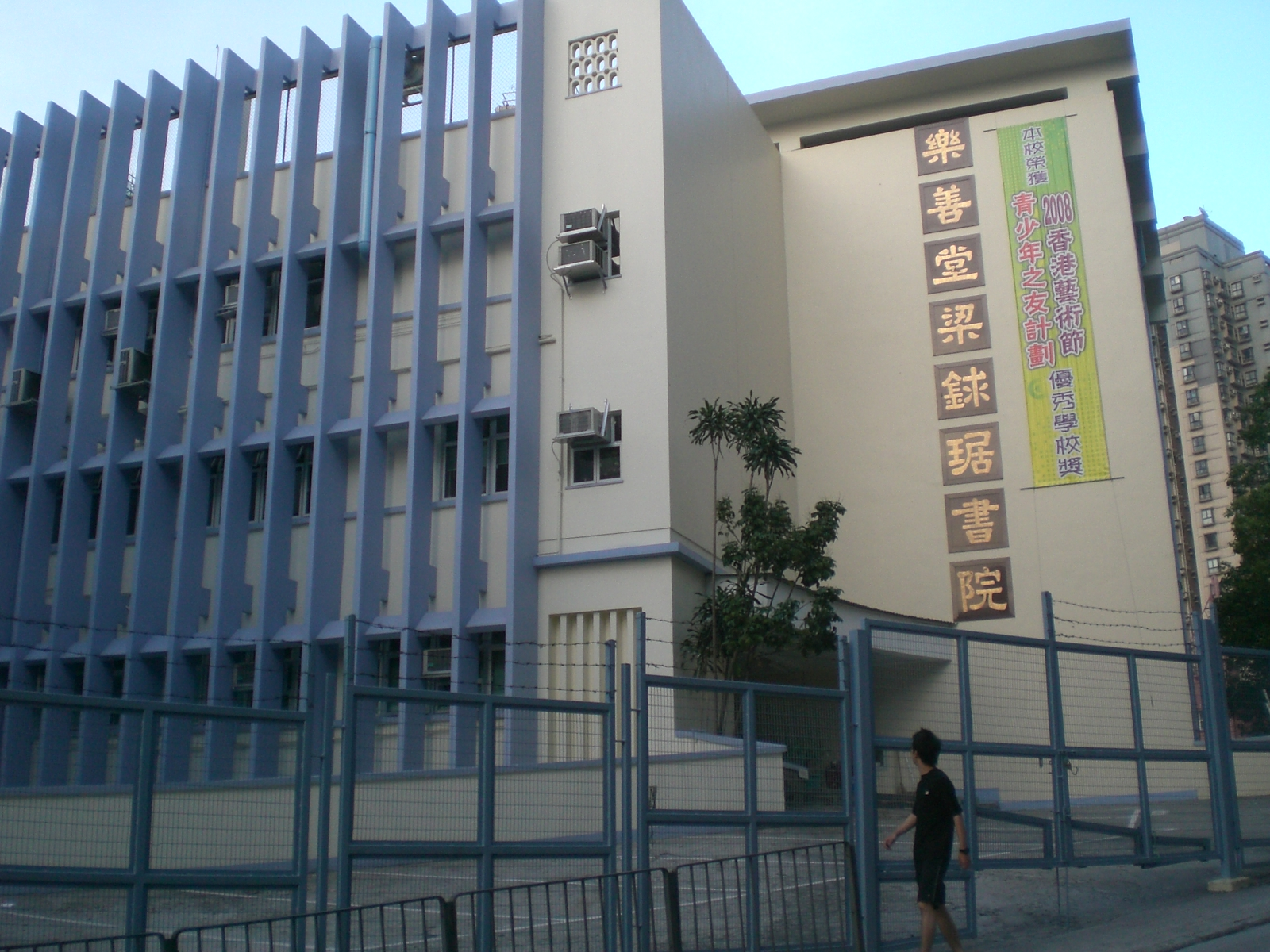
樂善堂梁銶琚書院

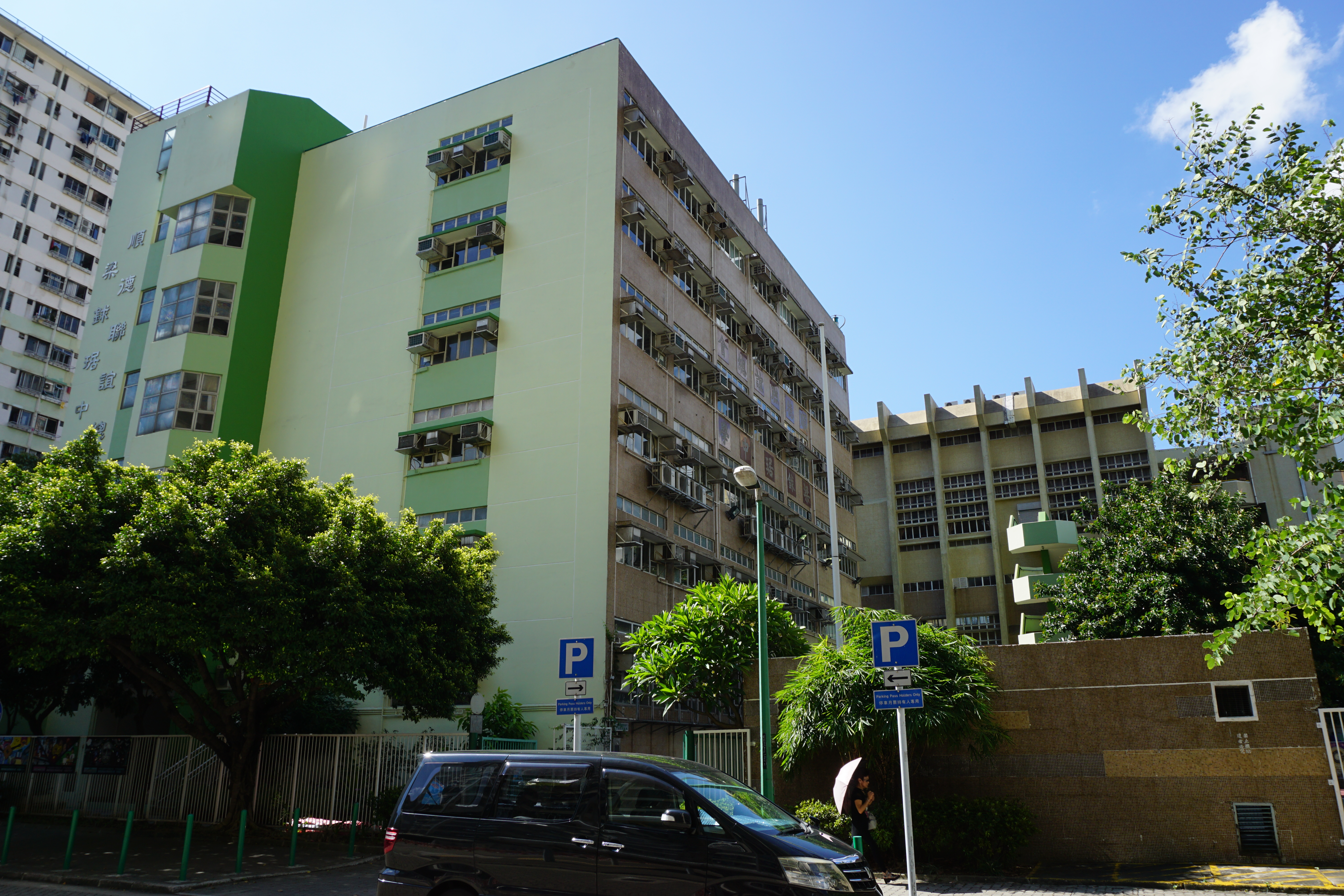
順德聯誼總會梁銶琚中學

梁銶琚热心公益事业，主张“财物得之于社会，应当用之于社会”。
自1979年起，他先后在顺德捐建了杏坛北头大会堂、北头小学、杏壇梁銶琚中學、杏坛医院留医部、老人康乐中心、順德梁銶琚圖書館、梁銶琚夫人婦幼保健中心、梁銶琚夫人幼兒園，捐资助建顺德体育中心等等，并捐资设立順德梁銶琚博士福利基金會。在香港亦有以他命名的學校，包括順德聯誼總會梁銶琚中學、樂善堂梁銶琚書院、樂善堂梁銶琚學校等。多年来他为家乡社会公益事业捐资达4000多万港元。
梁銶琚是香港大学和香港中文大学部分校舍設施的主要捐建人之一，更开创港澳人士支持中國大陸高等教育事业的先河，于1981年捐资600万港元帮助中山大学的建设，1993年捐赠1000万港元予清华大学建设“建筑馆”，1994年又捐赠1000万港元予清华大学成立图书基金，实现其从家乡北头捐到北京的願望。1994年，包括梁銶琚博士在内的香港金融界四元老各捐1亿港元成立“何梁何利基金”，用于奖励中国杰出科技工作者，得到国务院高度赞许和科技界、社会各界的热烈欢迎。时任国务院总理的李鹏委员长，亲自为梁銶琚博士作了“热心公益，发展教育”的题词。
1994年，何善衡連同梁銶琚、何添以及利國偉，各捐資港幣一億元，成立“何梁何利基金”，每年向中國內地有傑出成就的學者頒發獎金，以鼓勵學者等在科技、醫學及其它領域的成就。
1987年，香港中文大学颁授其荣誉社会科学博士学位；1994年，清华大学校长王大中博士，亲临香港向其颁授该校的名誉博士学位；1990年，中山大学委任梁銶琚博士为名誉顾问；1992年，顺德市授予港澳台华侨同胞三十人“顺德市荣誉市民”称号，梁銶琚博士名居首位。香港大學在1995年向他追頒榮譽法學博士學位，由女兒梁潔華代領。

## 家族
- 妻：梁李秀娛
- 兄：梁連琚、梁勉琚、梁流琚、梁輪琚；
- 弟：梁潮琚、梁堯琚、梁維琚；
- 姐妹：梁銀儀、梁群儀、梁彩儀、梁雲儀、梁桂儀。[1]
- 子：梁澤全 私生子：梁家桓（小球）
- 女：梁潔華

## 以其命名之机构

### 香港
- 梁銶琚樓，位於香港大學內
- 梁銶琚樓，位於嶺南大學內
- 梁銶琚樓，位於中文大學內
- 梁銶琚館，位於清華大學内
- 梁銶琚糖尿病中心，位於瑪麗醫院内
- 樂善堂梁銶琚書院，位於香港岛西營盤醫院道28號[5]
- 樂善堂梁銶琚學校（分校），位於新界天水圍天恩邨
- 樂善堂梁銶琚學校，位於新界天水圍天瑞邨屋邨小學校舍[6]
- 順德聯誼總會梁銶琚中學，位於新界屯門安定邨屋邨中學第六校舍[7]
- 順德聯誼會梁球琚診所，位於九龍土瓜灣馬頭圍道165號土瓜灣市政大廈暨政府合署2樓
- ，位於聖士提反書院

### 其他
- 梁銶琚堂‍，位於廣州市中山大學南校區。
- 順德梁銶琚圖書館，位於佛山市順德區。
- 梁銶琚職業技術學校，位於佛山市順德區南國西路。
- 杏壇區梁銶琚中學，位於佛山市順德區杏壇鎮。
- KK Leung House，位於英國牛津大學聖休學院。

## 外部連結
- 何梁何利基金 （页面存档备份，存于）
- 香港大學讚詞